# Kanton Salon-de-Provence-1
Salon-de-Provence-1 is een kanton van het Franse departement Bouches-du-Rhône. Het kanton maakt deel uit van de arrondissementen Arles (14 gemeenten) en Aix-en-Provence (1 gemeente). In 2018 telde het 65.982 inwoners.
Het kanton werd gevormd ingevolge het decreet van 27 februari 2014, met uitwerking op 22 maart 2015, met Salon-de-Provence als hoofdplaats.

## Gemeenten
Het kanton omvat de volgende gemeenten:
- Aureille
- Les Baux-de-Provence
- Eygalières
- Eyguières
- Fontvieille
- Lamanon
- Mas-Blanc-des-Alpilles
- Maussane-les-Alpilles
- Mouriès
- Orgon
- Paradou
- Saint-Étienne-du-Grès
- Saint-Rémy-de-Provence
- Salon-de-Provence (oostelijk deel)
- Sénas